# Agave-familien
Agave-familien (Agavaceae) har ca. 20 slægter med op mod 700 arter, som er udbredt i tropiske, subtropiske og varmt tempererede områder af verden: Det sydvestlige Nordamerika, Malaysia, Australien og New Zealand. Arterne kan både være sukkulenter og helt almindelige planter. Det er en familie af planter, som viser mange velkendte ørken- og tørkeområdetilpasninger såsom Agave (Agave) og Yucca (Yucca). Her nævnes kun de slægter, som har arter, der dyrkes i Danmark.
| Slægter |

- Agave
- Bajonetplante (Sansevieria) eller "Svigermors skarpe tunge"
- Edderkopurt (Anthericum)
- Elefantfodstræ (Beaucarnea)
- Hosta
- Kamassia (Camassia)
- Væddeløber (Chlorophytum)
- Yucca

Hele familien er nu optaget i Asparges-familien. Slægten Kordyline (Cordyline) var tidligere placeret her, men efter Angiosperm Phylogeny Groups opfattelse skal den i stedet henregnes til den lille familie Laxmanniaceae.